# 派波尔塔
派波尔塔，是西班牙巴伦西亚自治区巴伦西亚省的一个市镇。总面积4平方公里，总人口1886人（2001年），人口密度470人/平方公里。